# Trebouxiaceae
Trebouxiaceae, porodica zelenih algi u redu Trebouxiales. Rod Trebouxia dao je ime porodici, redu i razredu Trebouxiophyceae.

## Rodovi
1. Asterochloris Tschermak-Woess, 1980
2. Dictyochloropsis Geitler, 1966
3. Lobosphaera Reisigl, 1964
4. Massjukichlorella Darienko & Pröschold
5. Myrmecia Printz, 1920
6. Parietochloris S.Watanabe & G.L.Floyd, 1990
7. Symbiochloris Skaloud, Friedl, A.Beck & Dal Grande
8. Trebouxia Puymaly, 1924
9. Trochisciopsis Vinatzer, 1975
10. Vulcanochloris Vancurová, Peksa, Nemcová & Skaloud
11. Watanabea N.Hanagata, I.Karube, M.Chihara & P.C.Silva, 1998